# Лю Чжихуа
Лю Чжихуа́ (кит. упр. 刘志华, пиньинь Liú Zhìhuá) (1949 г.р.) — вице-мэр Пекина, ответственный за контроль над ходом строительства Олимпийской деревни к Олимпиаде-2008. 11 июня 2006 был снят с поста и обвинён в крупных злоупотреблениях.
Лю Чжихуа родился в апреле 1949 г. в городе Паньцзинь провинции Ляонин, в августе 1968 г. поступил на работу. Член КПК с декабря 1984 г. Окончил институт по специальности «экономист». В правительстве Пекина в разное время отвечал за строительство, управление городским имуществом, спорт, развитие рельсового транспорта города. Одновременно занимал посты начальника Руководящей группы по строительству экономичного жилья и перестройки ветхого жилья и сохранения облика древней столицы, начальника Руководящей группы реформирования системы жилого фонда Пекина, руководителя Департамента развития рельсового транспорта Пекина, начальника Комитета по управлению развитием футбола и спорта Пекина и др.

## Коррупционный скандал
11 июня 2006 Ли Чжихуа был уволен по обвинению в коррупции. Это решение было «принято на 28-й сессии Собрания народных представителей города Пекина 12-го созыва на основании выявленных фактов преступных действий, неопровержимых доказательств, серьёзности дела и негативного влияния», в отношении Ли Чжихуа было возбуждено уголовное дело.
Официальные лица Олимпийского комитета Пекина сразу поспешили откреститься от Ли Чжихуа, заявив, что последний не занимал никаких постов в комитете. «Его отставка обусловлена исключительно частными причинами, расследованием в данный момент занимаются компетентные органы. Его отставка не повлияет на работу по подготовке Олимпийских игр 2008 в Пекине». Согласно сообщениям официальных китайских СМИ, вице-мэр Пекина был отправлен в отставку в связи с «моральным разложением и падением», однако о конкретных причинах отставки сказано не было.
13 июня 2006 в британской газете «Таймс» вышла статья, в которой говорилось о реальных причинах произошедшего. По версии британских журналистов, Лю отправили в отставку, когда он потребовал взятки от неназванного иностранного бизнесмена за продажу участка земли. Когда вице-мэр Лю отказался передать землю, даже получив деньги, бизнесмен пожаловался на него властям. В ходе расследования выяснилось, что в курортном городке Куаньгоу под Пекином Лю Чжихуа построил для себя «дворец наслаждений, заполненный юными наложницами», занимающий часть курортного комплекса в холмистом районе.
Лю Чжихуа в 2008 году был приговорен к смертной казни с отсрочкой исполнения приговора на два года.